# Kathrin Schubert
Kathrin Schubert (* 1973 in Gütersloh, heute Kathrin Schubert-Förtsch) ist eine deutsche Autorin.

## Leben und Werk
Kathrin Schubert erwarb einen Magisterabschluss in Französischer Literaturwissenschaft mit den Nebenfächern Literaturwissenschaft und Medien an der Universität Osnabrück. Seit 2002 hat sie als freie Autorin 12 Bücher geschrieben, die bei arsEdition und Frederking & Thaler erschienen sind.
Das Buch „Maria Sibylla Merian. Reise nach Surinam“ entstand aus Recherchen zur Frühen Neuzeit. Das in der Süddeutschen Zeitung besprochene Buch thematisiert das Leben und Schaffen der zielstrebigen Künstlerin und Entdeckerin Merian sowie gesellschaftliche Themen. Neben naturwissenschaftlichen Forschungen werden auch Erschwernisse des Reisens im ausgehenden 17. Jahrhundert dargestellt sowie die Folgen der niederländischen Kolonialpolitik.
In dem Buch „Jacques Cousteau. Expedition Tiefsee“ werden die Expeditionen des Tauchers und Meeresforschers in die Tiefen der Ägäis, des Roten Meeres und des Pazifiks dargestellt. Porträtiert wird Cousteau aber nicht nur als bewunderter Kämpfer für den Schutz der Meere und Taucherpionier. Ausgeführt wird auch sein sinnloses Töten von etlichen Haien, das im Dokumentarfilm „Die schweigende Welt“ (1957) die Zuschauer schockierte.

## Veröffentlichungen
- Maria Sibylla Merian. Reise nach Surinam. Frederking & Thaler, München 2010, ISBN 978-3-89405-772-5.
- Jacques Cousteau. Expedition Tiefsee. Frederking & Thaler, München 2011, ISBN 978-3-89405-928-6.